# Kogt i Roen
Kogt i roen er et dansk standup-rock-band, som blev startet med inspiration fra grupper som Linie 3, Tørfisk, Lars Lilholt Band og Dubliners bandet blev startet i det herrens år 2004 og har allerede lavet to komplette udgivelser. Bandets formål er at få folk til at grine, og samtidig komme ud med noget god karma til publikum og sprede glæde og lykke.

## Bandets medlemmer
- Mikkel Mikjær Christensen (forsanger, violin, western guitar, bas mm.)
- Michael Daniel Sørensen (el-guitar, bas, trommer, sang/kor)
- Tobias Mikjær Christensen (sang, trommer, slagtøj, guitar, keyboard)

Alle medlemmer af orkesteret spiller mange flere instrumenter, her er nævnt de vigtigste.

## Historie
Bandet har rødder tilbage i gymnasielivet omkring Skive Gymnasium 2003, hvor bandet Conspiracy blev stiftet og fik indspillet fire egne numre, som primært havde et venstreorienteret anti-amerikansk budskab, medlemmerne fandt sammen, fra forskellige orkestre der var faldet fra hinanden, med ønsket om at spille egne musiknumre. Bandets aktivitetsniveau førte dog hurtigt til at Michael og Mikkel sammen med broderen Tobias stiftede bandet Kogt i roen, med inspiration fra kendte standup komikere, folkemusiken, rocken og poppen begyndte at spille og skrive musik.
Der arbejdes i øjeblikket på bandets femte plade, som forventes at blive udgivet i løbet af 2012.

## Diskografi
- Kogt i Roen – Næsten live! (2004)
- On tour – The Road ahead (2005)
- Alice i Roeland (2006)
- Kogt i Roen – Mens TC var i Føtex. (2007)